# Ludolph Reinier Wentholt (1885-1946)
Ludolph Reinier Wentholt (Nieuwediep, 22 maart 1885 – 's-Gravenhage, 6 februari 1946) was een Nederlands civiel ingenieur, directeur-generaal van de Rijkswaterstaat. Hij geldt als de stuwende kracht achter de ontwikkeling van verschillende kanalen. Daarnaast nam hij het initiatief voor het tweede Rijkswegenplan uit 1938, ter vervanging van het eerste plan en de basis voor het huidige net van rijkswegen.

## Opleiding
Wentholt studeerde na de HBS in 's-Gravenhage van 1902 tot 1907 aan de toenmalige Technische Hogeschool in Delft. Na zijn afstuderen trad hij in dienst van de Rijkswaterstaat. Hier deed hij een studie naar de Nederlandse kustverdediging, waarop hij in 1912 promoveerde tot doctor in de technische wetenschappen. Dit proefschrift was het eerste proefschrift van de faculteit Civiele Techniek van TU Delft.

## Waterbouwkunde
Na zijn promotie werkte hij bij Rijkswaterstaat aan een aantal verschillende onderwerpen, zoals de begroting voor droogmaking van de Wieringermeer en de bouw van de Afsluitdijk, de analyse van de afvoergegevens van rivieren en aan een analyse van de vaarwegen in Drenthe. Kanalen bleken zijn grote belangstelling te hebben. Daarnaast deed hij werk op het gebied van materialen voor de wegbouwkunde, zoals straatklinkers en hoogovenslakken als wegfundering.

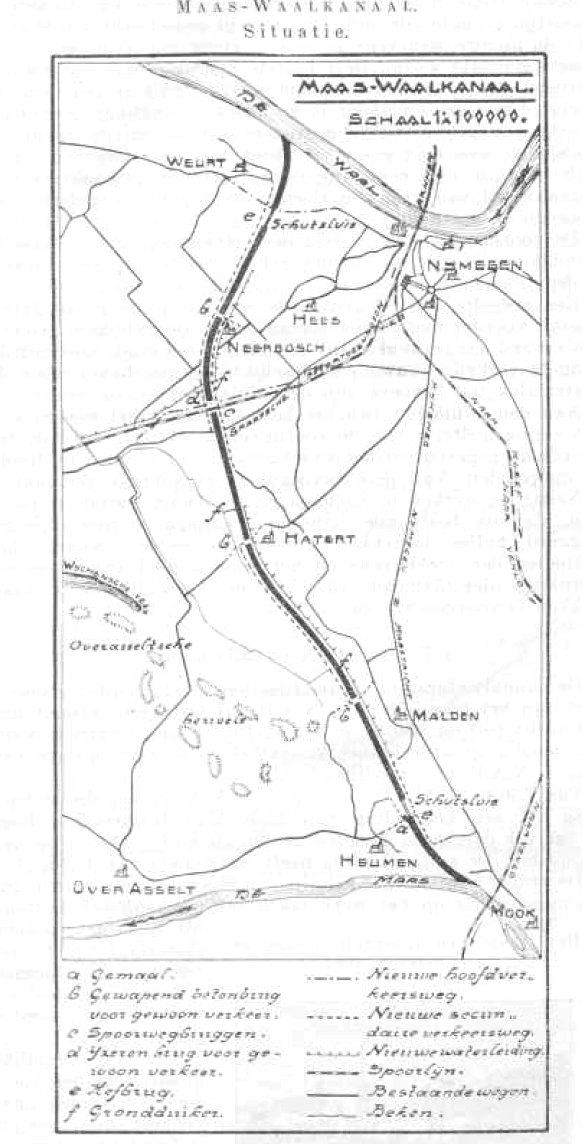
Het tracé van het Maas-Waalkanaal zoals ontworpen door Wentholt.

Van 1919 tot 1928 had Wentholt de leiding bij de aanleg van het Maas-Waalkanaal. In 1923 promoveerde hij tot hoofdingenieur in Nijmegen. In 1925 was er ook een overstroming in dit gebied, en Wentholt heeft toen ook gewerkt aan de herstelwerkzaamheden. In 1922 werkte hij mee aan een rapport over de verbetering van wegen in Nederland. In 1926 kreeg hij van de minister de opdracht voor het onderzoeken van een waterverbinding tussen Amsterdam en de Rijn, het latere Amsterdam-Rijnkanaal. Er waren drie opties voor dit kanaal, Wentholt had voorkeur voor de verbinding via Vreeswijk, in plaats van de later gekozen oplossing via Wijk bij Duurstede. Hij beschrijft dit in zijn publicatie in "De Ingenieur" van 1929.
Van 1928 tot 1935 was hij verantwoordelijk voor de aanleg van de Twentekanalen, hij bijschrift dit in zijn artikelen in "De Ingenieur" van 1931 en 1932.
In de periode vanaf 1934 heeft de PIANC gewerkt aan een groot zestalig, geïllustreerd woordenboek. Namens Nederland zat Wentholt in de redactiecommissie, en was hij verantwoordelijk voor het in 1939 uitgebrachte deel 2, rivieren en kanalen.
In 1937 kreeg hij van het Englse Institution of Civil Engineers de Telford-Premie voor "Ship canals utilized for drainage" (zie zijn publicatie hierover uit 1936)

## Wegbouwkunde
In 1935 werd hij hoofdingenieur-directeur bij Rijkswaterstaat. In die hoedanigheid kreeg hij in 1936 de leiding over de afdeling Wegenverbetering, die door hem als Centrale dienst voor de Wegen en de Bruggen werd voortgezet. Hij had in zijn jongere jaren zich al bezig gehouden met materialen voor de wegenbouw en was in 1922 ook een van de initiatiefnemers geweest voor het Nederlands Wegencongres. In deze functie oriënteerde hij zich in Duitsland op de bouw van de Reichsautobahnen, ervaringen die hij gebruikte bij het onder zijn leiding opstellen van het Tweede Rijkswegenplan uit 1939, de basis van de structuur van rijkswegennet van na de Tweede Wereldoorlog. Op de algemene vergadering van het Nederlandse Wegencongres dat jaar hield een verhandeling over de uitvoering van het Rijkswegenplan.

## De oorlogsjaren
Op 1 maart 1940 werd hij benoemd tot directeur-generaal van de Rijkswaterstaat. Tijdens de bezetting maakte hij zich sterk voor de medewerkers van zijn departement. In juni 1941 heeft hij met steun van de Secretaris-Generaal van waterstaat, mr. Derk Spitzen, het voor elkaar gekregen dat de (door de Duitsers gedomineerde) landbouwschappen zeggenschap kregen over het waterbeheer. Zijn streven was zo veel mogelijk medewerkers uit de Duitse Arbeitseinsatz te houden, wat hem een goede naam bezorgde bij het verzet. Dit leidde tot zijn gedwongen ontslag. Zijn, wellicht onbedoelde, aanwezigheid op een propagandabijeenkomst in het Scheveningse Kurhaus op 5 november 1941 werd hem echter kwalijk genomen. Samen met Spitzen verzette hij zich heel sterk tegen de tewerkstelling van enkele waterstaatsingenieurs in Duitsland. Dit leidde tot een felle correspondentie tussen hem en het Duits gezag. Vervolgens werd hij op 12 augustus 1943 door Seyss-Inquart ontslagen. Nadat de bezetter hem aanvankelijk met rust gelaten had, werd hij op 20 januari 1944 gearresteerd en naar Kamp Sint-Michielsgestel afgevoerd. Tot het einde van de oorlog zat hij gevangen in respectievelijk Kamp Vught, in Kamp Amersfoort en in Scheveningen. Na de bevrijding werd hij in zijn functie hersteld. Zijn gezondheid echter maakte dat de Koningin hem per 1 oktober 1945 ontslag verleende.

## Gezin
Wentholt is een telg uit het geslacht Wentholt en een zoon van Jan Wentholt, vice-admiraal en minister van Marine. Hij trouwde op 6 maart 1913 met jonkvrouw Catharina Jacoba Christina de Ranitz (1892-1974), telg uit het geslacht De Ranitz. Ze kregen een zoon Jan (1918-1973), de latere burgemeester van Abbenbroek en Oudenhoorn en Olst, en een dochter.

## Vernoeming
- De Almelose Wentholtweg, gelegen tussen de tweede en derde insteekhaven van het Twentekanaal, is naar dr.ir. L.R. Wentholt vernoemd.

- Biografisch Portaal: 44088989
- Gemeinsame Normdatei: 127980415
- International Standard Name Identifier: 0000 0003 9257 2083
- Nederlandse Thesaurus van Auteursnamen: 071436979
- Virtual International Authority File: 286637555
- WorldCat: E39PBJgmGmYpTH73wkrVPqFkDq